# Joyful, Joyful
«Joyful, Joyful» — песня американской группы христианского рока Casting Crowns из их четвертого студийного альбома Until the Whole World Hears (2009). Трек написан Марком Холлом, Берни Хелмсом и спродюсирован Марком А. Миллером. Он представляет собой переосмысление гимна «Joyful, Joyful We Adore Thee» и Симфонии № 9 Людвига ван Бетховена. «Joyful, Joyful» — песня в стиле современной христианской музыки (CCM) и альтернативного CCM, в ней используется струнная секция, которую сравнивают с песней Coldplay «Viva la Vida». Песня получила положительные отзывы от музыкальных критиков и прозвучала в эфире во время рождественского сезона 2010 года, заняв третье место в чарте Billboard Hot Christian Songs.

## История
«Joyful, Joyful» — это переложение гимна «Joyful, Joyful We Adore Thee» (который сам по себе является переложением темы Бетховена). Марк Холл считает, что есть много христианских песен, которые существуют и поются так давно, что смысл их теряется; он заметил, что «вы слышите их так много раз, что уже не слышите, о чем они говорят», приведя в качестве примера оригинальную версию «Joyful, Joyful We Adore Thee».

## Отзывы
Песня «Joyful, Joyful» получила положительные отзывы от музыкальных критиков. Эндрю Грир из CCM Magazine оценил песню как «подходящую оду» к Симфонии № 9 Бетховена. Роджер Хэм из Christianity Today назвал её одной из лучших песен с альбома Until the Whole World Hears. Тони Каммингс из Cross Rhythms оценил песню как имеющую «такую же струнную аранжировку, которая сделала „Viva La Vida“ группы Coldplay такой приятной». Дебра Акинс из Gospel Music Channel считает песню изюминкой альбома. Роджер Гелвикс из Jesus Freak Hideout, назвав песню «интересной», считает, что она не намного лучше остальных песен альбома.

## Чарты
| Чарт (2011)                   | Высшая позиция |
| ----------------------------- | -------------- |
| Billboard Hot Christian Songs | 3              |